# Triticum pungens
Triticum pungens là một loài thực vật có hoa trong họ Hòa thảo. Loài này được (Pers.) DC. miêu tả khoa học đầu tiên năm 1815.